# Washitsu

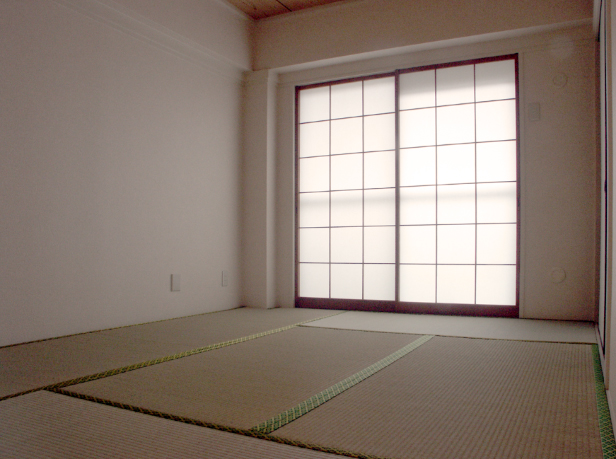
Washitsu mit Tatami und Shōji

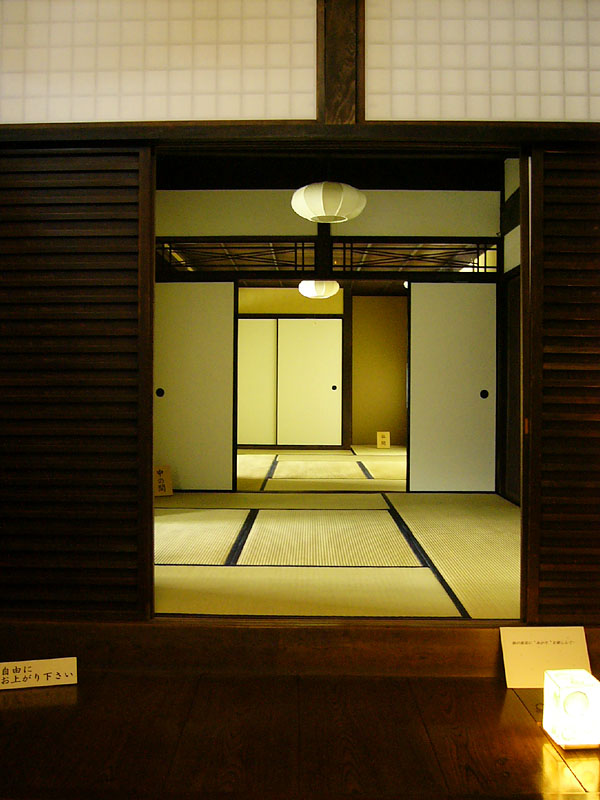
Altes Haus in Ishibashi

Ein Washitsu (jap. 和室), wörtlich "japanisches Zimmer", bezeichnet einen traditionellen japanischen Raum. Er zeichnet sich unter anderem durch Tatami-Matten als Bodenbelag (daher teilweise auch "Tatami-Raum"), möglicherweise Shōji (Schiebewänden) und einer Tokonoma (Wandnische) aus. Oft hat er Fusuma (Schiebetüren) statt Türen mit Türangeln. Nihonma (日本間) ist ein Synonym.
In der Vergangenheit waren alle japanischen Wohnräume nach heutigem Sprachgebrauch Washitsu, und die Japaner schliefen in ihnen nachts auf Futons, die auf dem Boden ausgerollt wurden. Heute haben viele japanische Haushalte nur ein Washitsu, das dann hauptsächlich als Wohnzimmer und für den Empfang von Gästen verwendet wird, während die meisten anderen Räume in westlichem Stil gehalten sind. Viele neu gebaute japanische Apartments im urbanen Raum – oft mit Linoleum- oder Hartholzböden – haben kein Washitsu mehr.
Die Größe eines Washitsu wird traditionell mit der Zahl seiner Tatami-Matten angegeben, wobei man das spezielle japanische Zählwort jō (畳) verwendet. Typische Raumgrößen in Privatwohnungen sind sechs oder acht Tatami. Eine typische Anordnung sind vier Tatami um eine halbe Matte in der Mitte, also ein 4 1/2-Tatami-Raum. Die Größe der Tatami differiert je nach Region. Traditionell gab es nur bestimmte Anordnungen der Tatami und daraus resultierende Raumgrößen.
Das Mobiliar eines Washitsu besteht häufig aus einem niedrigen Tisch, an dem sich die Familie mit Gästen oder zum Essen auf flache Kissen (Zabuton) oder auf niedrige Stühle, die speziell für solche niedrigen Tische vorgesehen sind, setzt. Ein Kotatsu ist ein solcher Tisch, der als Besonderheit unter der Tischfläche ein elektrisches Heizelement enthält, und oft mit Steppdecken umgeben ist, damit die Wärme nicht entweicht. Im Winter versammelt sich die Familie an diesem Ort der Wärme, da es bei traditionellen japanischen Wohnhäusern nicht üblich ist, das gesamte Haus zu beheizen. Aufgrund seiner Bedeutung zählt ein solcher niedriger Tisch meistens ebenfalls zu den Charakteristika eines Washitsu.
Als Gegenteil können Yōshitsu (洋室) und Yōma (洋間) als Zimmer im Westlichen Stil aufgefasst werden. 